# Eugenio Barsanti

Francobollo che ritrae Eugenio Barsanti e Felice Matteucci

Nicolò Barsanti, meglio conosciuto come Eugenio (Pietrasanta, 12 ottobre 1821 – Seraing, 18 aprile 1864), è stato un presbitero, ingegnere e inventore italiano, l'ideatore e costruttore del primo motore a combustione interna funzionante.

## Biografia
Nato nella parrocchia di San Martino in Pietrasanta come Gian Niccolò Barsanti, figlio del bottegaio Giovanni Barsanti e di Angela Francesconi, gracile di corporatura e cagionevole di salute, venne inviato dalla famiglia presso i padri scolopi a Pietrasanta, allo scopo di poter frequentare l'interno istituto ad orientamento scientifico, dove prese i voti nel 1844, assumendo il nome di padre Eugenio.
Nel 1841 Barsanti iniziò la sua attività didattica insegnando matematica e fisica al Collegio San Michele di Volterra. Qui, illustrando agli allievi un esperimento sull'esplosione di una miscela incendiaria di aria e idrogeno (usando una pistola di Volta di sua costruzione) ebbe l'idea di sfruttare l'espansione rapida del gas per sollevare un pistone. Trasferitosi ad insegnare fisica e idraulica nel 1845 all'Osservatorio Ximeniano di Firenze, di livello universitario, ebbe la possibilità di sviluppare la sua idea, dedicandosi dopo alcuni anni a tempo pieno alla realizzazione del progetto di motore a scoppio. Barsanti fu uno sperimentatore geniale e precoce: un manoscritto conservato presso l'Osservatorio ximeniano, dettato da lui stesso, dimostra come già nel periodo della sua residenza a Volterra tentasse di ricavare forza motrice dallo scoppio di una miscela di idrogeno e aria.

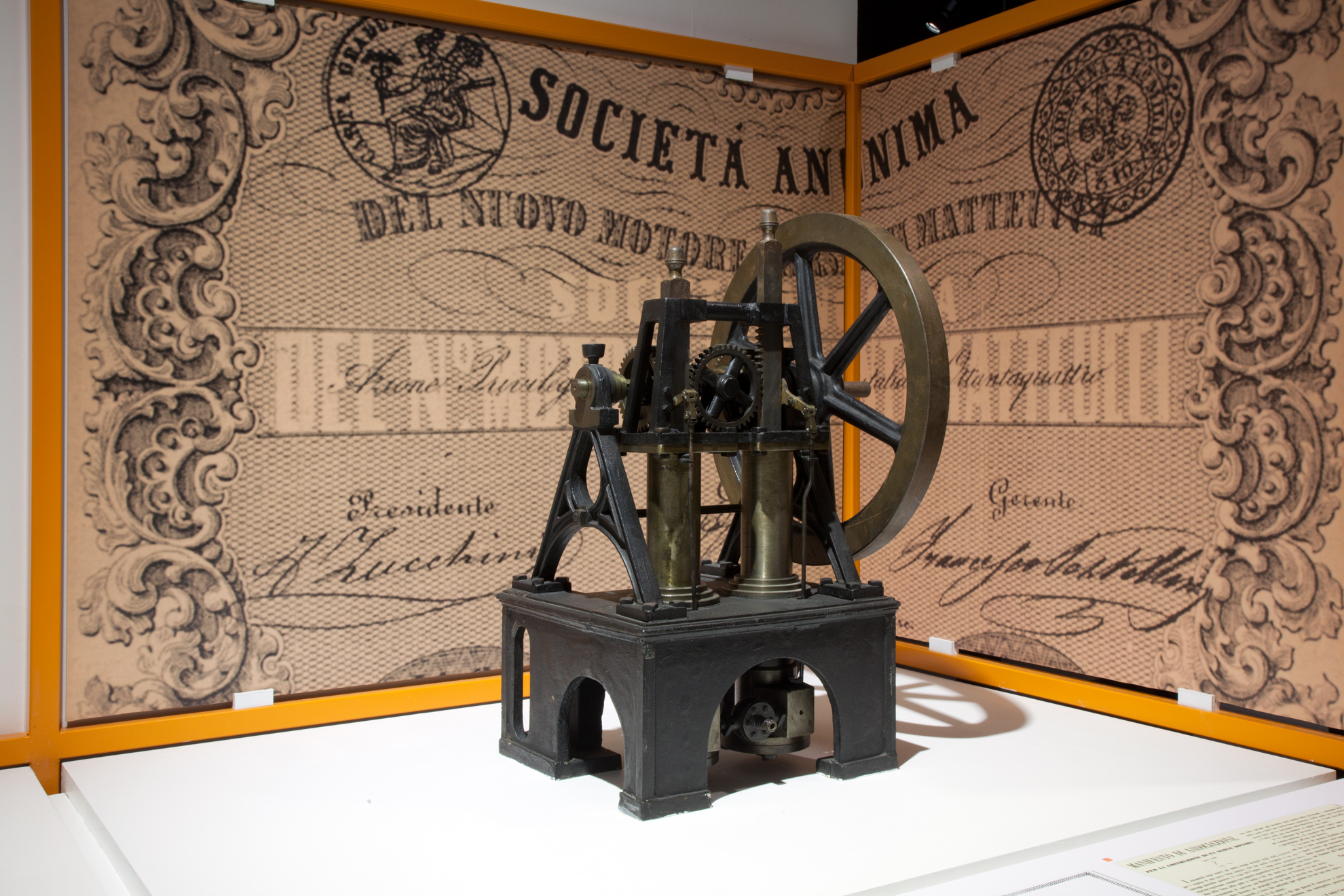
Motore a scoppio Barsanti e Matteucci, 1854 (riproduzione ante 1962, Museo nazionale della scienza e della tecnologia Leonardo da Vinci, Milano). Fu il primo esempio di motore a combustione interna usato per azionare macchine utensili.

Incontrò nel 1851 l'ingegnere Felice Matteucci con cui collaborò per il resto della vita.
I due presentarono l'invenzione il 5 giugno 1853 presso l'Accademia dei Georgofili di Firenze e, nell'anno successivo, riuscirono a brevettarla in Inghilterra (Obtaining Motive Power by the explosion of Gases). Negli anni successivi l'invenzione ottenne il brevetto nel Regno di Sardegna, in Francia, Austria, Belgio, di nuovo in Inghilterra (1857) e in altri Paesi. L'Italia dell'epoca non era ancora unita e non era in grado di offrire sufficienti garanzie per la tutela internazionale.
I due collaborano allo sviluppo di un motore a due cilindri con potenza di cinque cavalli vapore nel 1856, poi due anni dopo costruiscono (con l'ausilio di un meccanico di Forlì, Giovanni Battista Babacci) il modello a due pistoni contrapposti che fu realizzato a Zurigo dalla ditta Escher-Wyss.
La "Società del nuovo motore" fu fondata nel 1860.
La costruzione del motore ebbe inizio lo stesso anno presso le officine di Pietro Benini. Quello stesso anno, durante l'Esposizione Nazionale di Firenze delle Arti e delle Industrie, fu messo in funzione un modello del motore Barsanti-Matteucci, costruito dalle Officine meccaniche del Pignone.

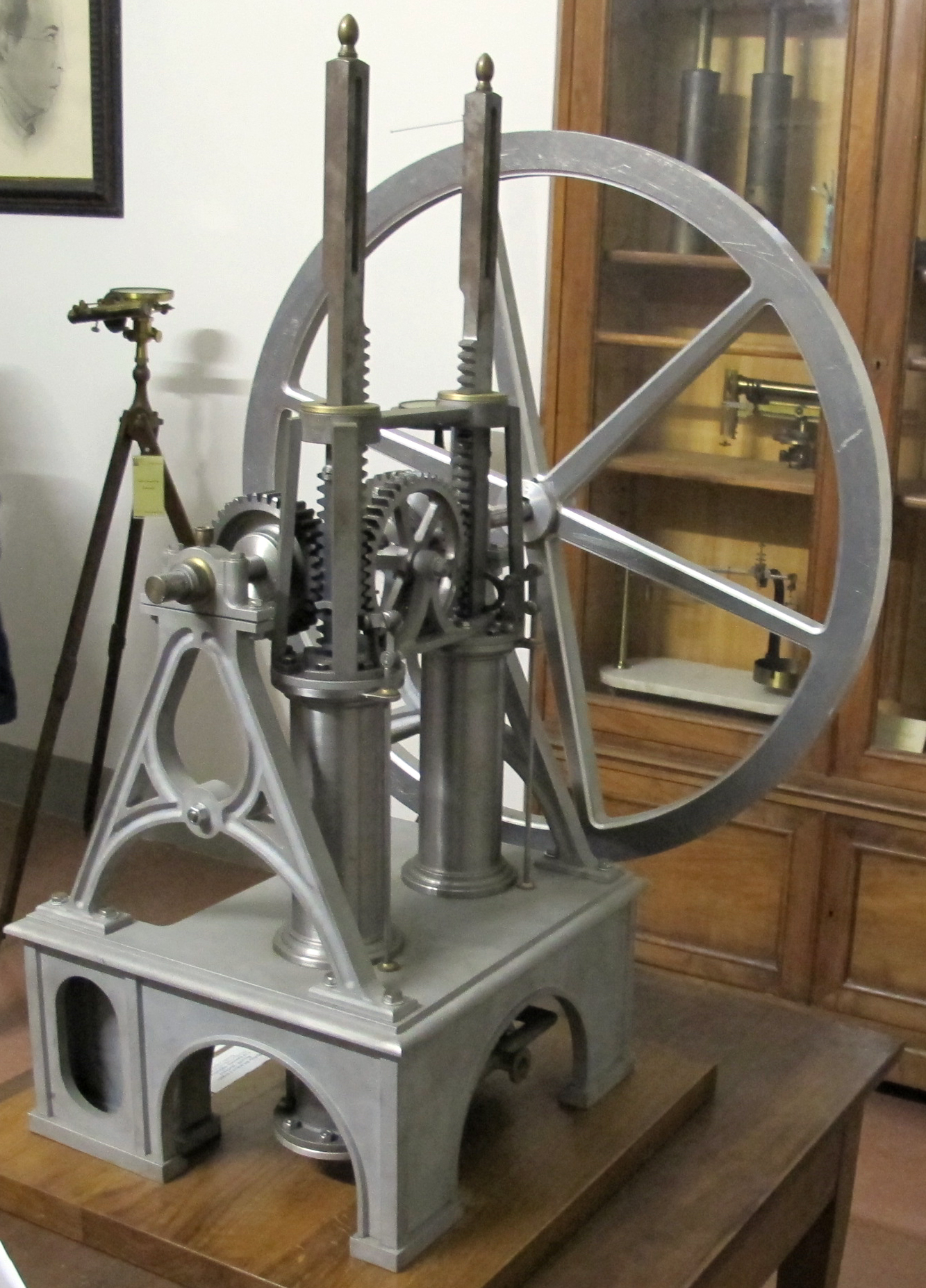
Modello del motore Barsanti-Matteucci all'osservatorio Ximeniano di Firenze

Il vantaggio del motore Barsanti-Matteucci rispetto ad altri inventati in anni immediatamente successivi, tra cui quello elaborato nel 1859 dal belga, naturalizzato francese Étienne Lenoir, era di sfruttare il moto di ritorno del pistone dovuto al raffreddamento del gas anziché la spinta dello scoppio, difficilmente governabile per l'epoca. Prove dinamiche dimostrarono un rendimento cinque volte più elevato per il nuovo motore rispetto agli altri e per questo ottenne la medaglia d'argento dall'Istituto Lombardo delle scienze.in che anno?
Barsanti era molto convinto della sua idea, che riteneva superiore alla macchina a vapore perché più sicura, meno ingombrante e più pronta nell'avviamento. Non era però sufficientemente leggera per l'uso su veicoli stradali. Gli impieghi previsti erano la produzione di energia meccanica per fabbriche e officine nonché la propulsione navale.
Furono inoltre costruiti nuovi motori sempre più perfezionati e potenti, utilizzati nei trasporti ferroviari e in quelli marittimi. Nel 1861, insieme al Matteucci e a G.B. Babacci, Barsanti ottenne un nuovo brevetto, in base al quale la ditta Escher Wiss & C. di Zurigo costruì un motore di 12 HP, che ebbe un notevole successo anche a livello commerciale.
Dopo diverse ricerche Barsanti e Matteucci decisero di affidare la produzione industriale di un motore da quattro cavalli alla società John Cockeril di Seraing in Belgio, a partire dal prototipo costruito nelle Officine di Precisione Bauer e C. di Milano. Le richieste giunsero da tutta Europa e il successo commerciale sembrava imminente.
Per la sua realizzazione in serie, Barsanti decise di rivolgersi allo stabilimento di John Cockeril a Seraing e pertanto nel 1864 si recò in Belgio, dove contrasse una febbre tifoide che lo portò alla morte il 18 aprile 1864.
Matteucci da solo non riuscì a fare fronte alla gestione aziendale che implicava la tutela dei brevetti e la commercializzazione del motore, e fallì. Tornò ad occuparsi della sua materia, l'idraulica.
Nel 1877 Felice Matteucci, di fronte all'attribuzione dell'invenzione del motore a scoppio a Nikolaus August Otto, rivendicò l'invenzione a sé e a Barsanti, facendosi forte dei brevetti depositati in Inghilterra, Francia, Piemonte e all'Accademia dei Georgofili a Firenze. Ma non riuscì in tale intento, nonostante il disegno di Otto fosse palesemente simile al loro.
Nel 1954 le ceneri di Barsanti furono traslate dalla Chiesa di San Giovannino degli Scolopi nella Basilica di Santa Croce, dove riposano insieme a quelle di altri illustri italiani e fiorentini.

## Archivio
Il Fondo Barsanti Eugenio è stato acquistato dalla Biblioteca Universitaria di Pisa nel 1939 dall'erede Isolina Barsanti, dove è conservato.
Numerosi documenti relativi a tutti i brevetti richiesti dalla Società anonima del nuovo motore Barsanti e Matteucci sono conservati presso l'archivio della biblioteca del Museo Galileo.
Il 1º giugno 2024, nei pressi di Firenze, è stato presentato e acceso un prototipo del motore Barsanti-Matteucci, ricostruito basandosi sulla documentazione storica disponibile. Questo avvalora ancora di più l'ipotesi che i due siano stati realmente gli inventori del motore a combustione interna, invenzione sulla quale esistono da decenni varie dispute.